# Edgemont (Dakota Południowa)
Edgemont – miasto w Stanach Zjednoczonych, w stanie Dakota Południowa, w hrabstwie Fall River.